# بصمة قدم النبي محمد

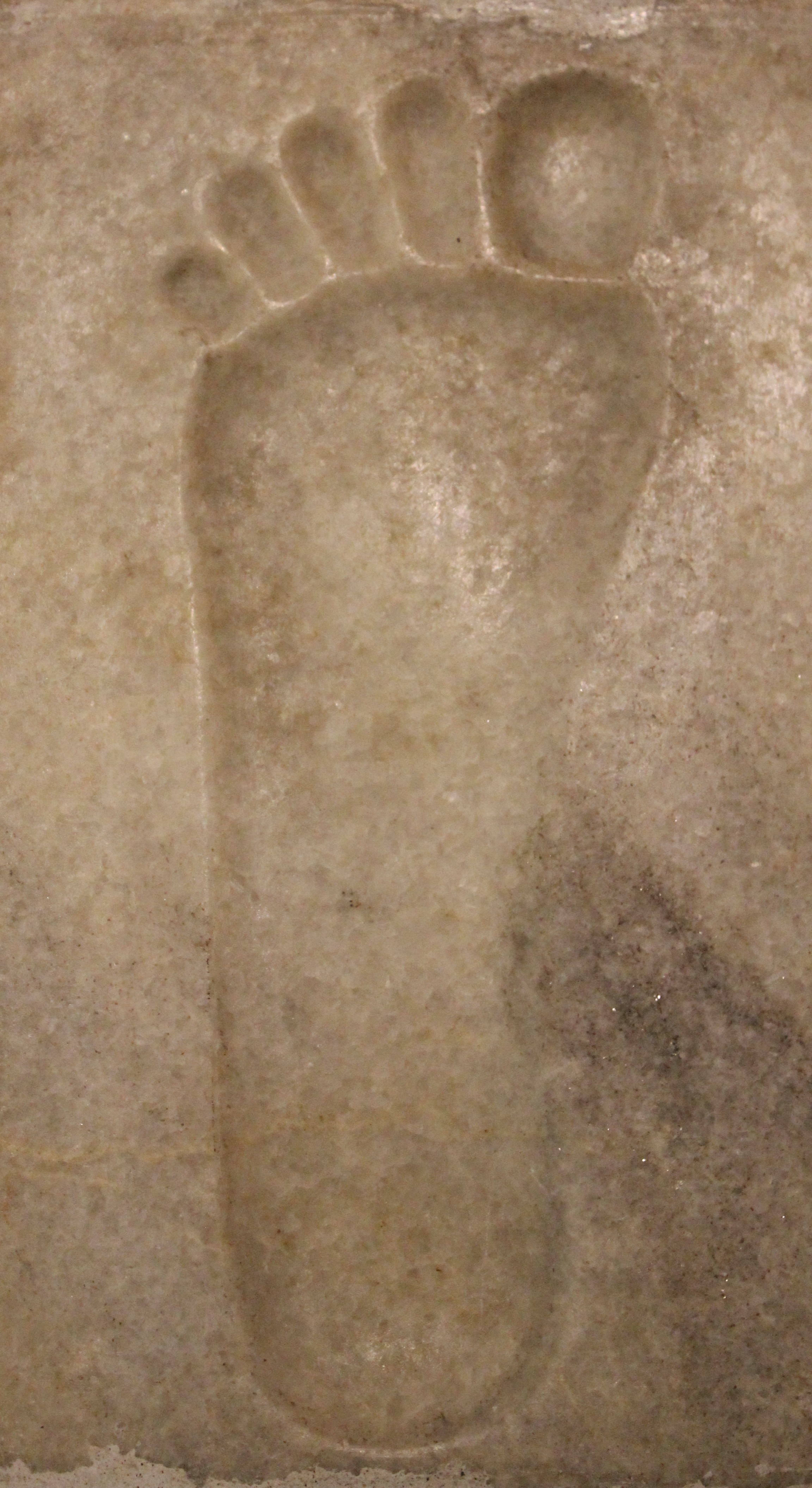
بصمة قدم النبي محمد موجودة في المتحف الوطني في نيودلهي

بصمة قدم النبي محمد هي إحدى آثار النبي محمد الشريفة الباقية. وهي تأتي من الاعتقاد الذي بدأ في وقت مبكر من الإسلام بأن النبي محمد عندما خطى على صخرة، بقيَت بصمة قدمه عليها. لم يتم قبول هذا الاعتقاد مطلقًا من الفروع السلفية للإسلام؛[بحاجة لمصدر] ومع ذلك، انتشرت الفكرة على نطاق واسع في الإسلام السني وأدت إلى إنشاء العديد من الأضرحة حول مثل هذه البصمات. ومن الأمثلة على ذلك ضريح البصمة المقدسة في دلهي وفي كوتاك في الهند والمعروضات في قصر طوب قابي ومسجد أيوب سلطان في إسطنبول.